# Ágora de Delos
El Ágora de Delos es una antigua ágora o mercado de la isla de Delos, en Grecia. Sus ruinas forman parte del yacimiento arqueológico de Delos, declarado Patrimonio de la Humanidad por la Unesco.

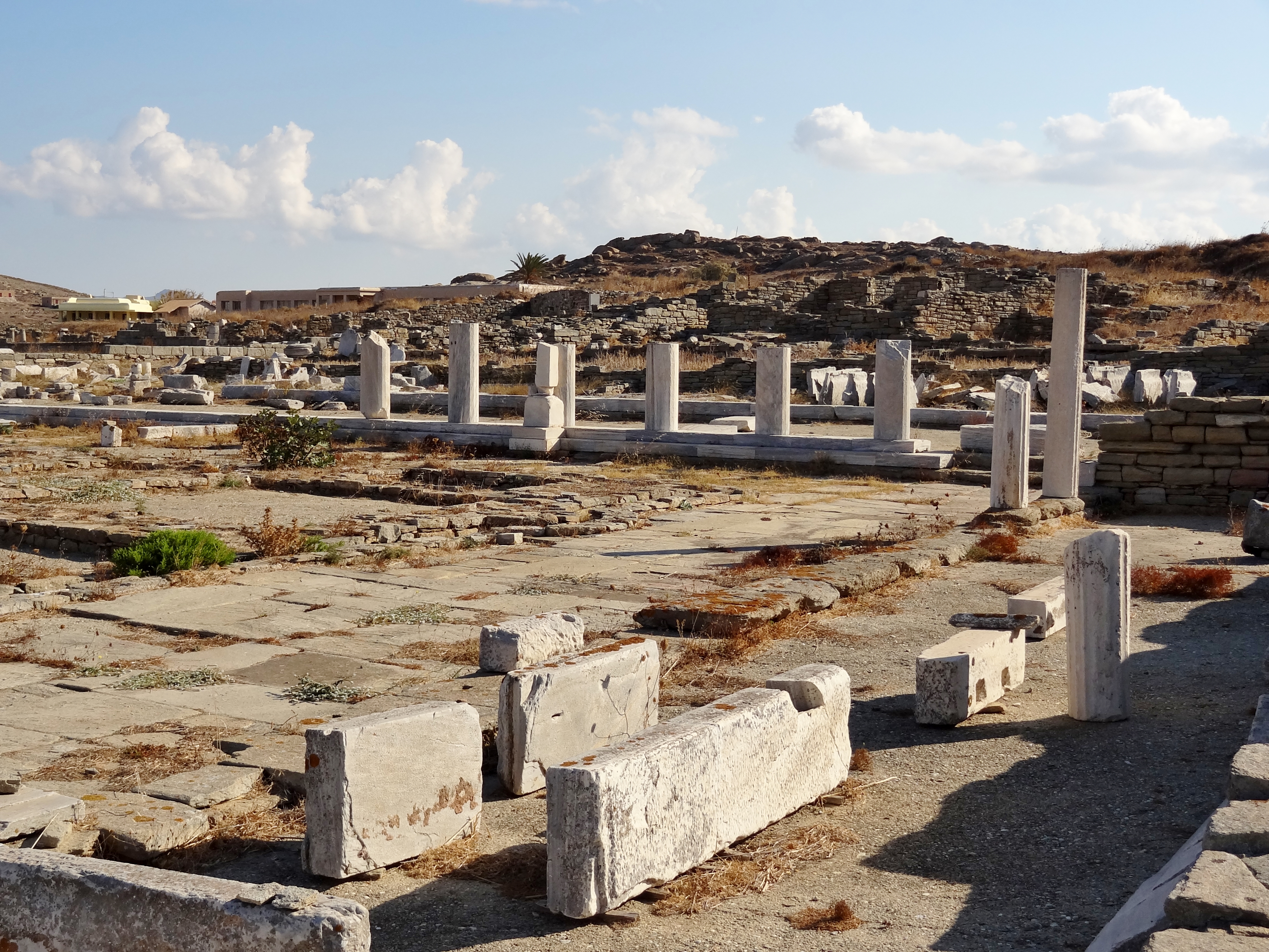
Ruinas del ágora.

Se encuentra al sur del santuario de Apolo y Artemisa de Delos y al este de la Vía Sagrada, cerca del ágora de los Competaliastas. Se construyó en el período helenístico, entre los años 200 y 100 a. C. Su superficie está delimitada en sus cuatro lados por estoas, o salas con columnas, construidas durante este periodo.
En los lados norte y este, el ágora está delimitada por una estoa en forma de L, construida hacia 187-173 a. C. Su ala norte medía unos 51,1 × 11,4 m y su ala este unos 43,3 × 11,7 m. La estoa tenía dos pisos y se abría al ágora. En el interior, el edificio tenía dos naves, con salas en la nave trasera para el comercio y otros usos. En el lado sur, el ágora está delimitada por la llamada estoa del Vino, construida alrededor del año 250 a. C. Era de estilo dórico. Medía unos 31,8 × 5,0 m y se abría hacia el norte, al ágora. El lado occidental del ágora está delimitado por la llamada Estoa del sur, que se construyó por primera vez hacia 270-230 a. C.